# Лигабуэ, Лучано
Лучано Лигабуэ (итал. Luciano Ligabue) — популярный итальянский музыкант, писатель, певец, кинорежиссёр и сценарист.

## Биография
Лучано Лигабуэ родился 13 марта 1960 года в городке Корреджо. После того как Лучано получил диплом бухгалтера, он брался за самые различные работы, такие как: просто рабочий, ведущий на радио, предприниматель, непосредственно бухгалтер, промоутер, футболист (в низших лигах) и т. д. В 1986 г. он с друзьями организовывает любительскую музыкальную группу Orazero, название которой было взято из песни, с которой они участвовали в различных местных конкурсах. Самыми впоследствии известными композициями, написанными в этот период, стали Sogni di rock’n'roll, Anime in Plexiglass, Sarà un bel souvenir, Bar Mario и Figlio di un cane.
Первыми официальными, а не любительскими работами группы, были 2 сингла (а именно Bar Mario и Anime in Plexiglass), выпущенные в 1987 г., с которыми в году следующем группа выиграла музыкальный конкурс в Reggio Emilia под названием Terremoto Rock. Синглы были выпущены небольшим тиражом и на данный момент являются раритетом.
Через некоторое время на Лучано Лигабуэ обратил внимание Pierangelo Bertoli, который включил его песню Sogni di rock’n'roll в один из своих альбомов, посоветовав продюсеру Angelo Carrara попробовать записать с Лигабуэ дебютный альбом.
Первый альбом Ligabue вышел в мае 1990 г., для его записи Лучано сотрудничал с участниками группы Clandestino, которые вместе с ним писали аранжировки к песням, присутствовали на концертах и в студии звукозаписи. В этом же году певец принимает участие в таком итальянском конкурсе как Фестивальбар с песней «Balliamo sul mondo», получив приз как лучший молодой музыкант.
В ноябре 1991 г. выходит второй альбом «Lambrusco, coltelli, rose e pop-corn», который повторяет успех предыдущего за счет таких хитов как Libera nos a malo и Urlando contro il cielо.
Третий альбом «Sopravvissuti e sopravviventi», увидевший свет в 1993 г., так же был записан при участии Clandestino. Несмотря на то, что данный диск был более продуманным и качественным, чем предыдущие, он остался невостребованным и непризнанным критиками, и даже на радио крутили разве что сингл Ho messo via. В скором времени Лучано разрывает своё сотрудничество со старым продюсером и командой.
В 1994 г. выходит четвёртый по счету альбом «A che ora e' la fine del mondo?», который включал в себя 8 композиций. Некоторые из них имеют довольно интересную историю. Например, песня, давшая название альбому, являлась кавером композиции группы R.E.M. «It’s the end of the world as we know it», косвенно затрагивающая Сильвио Берлускони.
Поворот в карьере Лучано произошёл в 1995 г. с выходом альбома «Buon compleanno, Elvis!», который сделал рокера любимым и известным по всей Италии. Почти все песни с этого диска стали хитами, особенно композиция Certe notti, которая была признана критиками лучшей итальянской песней 90-х годов.

## Дискография

### Студийные альбомы
- 1990 — Ligabue
- 1991 — Lambrusco, coltelli, rose e popcorn
- 1993 — Sopravvisuti e sopravviventi
- 1995 — Buon compleanno Elvis
- 1999 — Miss Mondo
- 2002 — Fuori come va
- 2005 — Nome e cognome
- 2010 — Arrivederci, mostro!
- 2013 — Mondovisione
- 2016 — Made in Italy
- 2019 — Start

### Концертные альбомы
- 1997 — Su e giu da un palco
- 2003 — Giro d'Italia
- 2009 — Sette notti in Arena
- 2011 — Campovolo 2.011

### Сборники
- 2007 — Primo tempo
- 2008 — Secondo tempo

### EP
- 1994 — A che ora è la fine del mondo